# Leonidas Donskis
Leonidas Donskis (ur. 13 sierpnia 1962 w Kłajpedzie, zm. 21 września 2016 w Wilnie) – litewski filozof, eseista, nauczyciel akademicki, eurodeputowany VII kadencji.

## Życiorys
W 1985 ukończył studia w Konserwatorium Litewskim (przekształconym następnie w Akademię Muzyczną), dwa lata później został absolwentem filozofii na Uniwersytecie Wileńskim. Od początku lat 90. pracował jako nauczyciel akademicki, początkowo na Uniwersytecie Kłajpedzkim. W latach 1997–2002 przebywał na stażach naukowych na różnych uczelniach zagranicznych. W 1999 uzyskał stopień doktora nauk społecznych na Uniwersytecie Helsińskim.
Od 2002 zajmował stanowisko profesora na Uniwersytecie Witolda Wielkiego w Kownie. Pełnił funkcję dziekana wydziału nauk politycznych i dyplomacji na tej uczelni. Opublikował szereg pozycji naukowych poświęconych m.in. kulturze i filozofii.
W 2009 uzyskał mandat posła do Parlamentu Europejskiego jako lider listy wyborczej Ruchu Liberalnego Republiki Litewskiej. W wyborach w 2014 nie ubiegał się o reelekcję.
W języku polskim ukazały się jego takie jego publikacje jak Poszukiwanie optymizmu w epoce pesymizmu. Europa Wschodnia – przeczucia i prognozy (współautor Tomas Venclova, Wydawnictwo KEW Kolegium Europy Wschodniej im. Jana Nowaka-Jeziorańskiego, Wrocław-Wojnowice 2015) i Władza, wyobraźnia i pamięć: szkice o polityce i literaturze (Wydawnictwo KEW Kolegium Europy Wschodniej im. Jana Nowaka-Jeziorańskiego, Wrocław-Wojnowice 2015).